# Igreja da Misericórdia da Ericeira
A Igreja da Misericórdia da Ericeira, também designada por Edifício e Igreja da Santa Casa da Misericórdia da Ericeira, ou ainda Capela de Nossa Senhora do Rosário da Misericordia, é uma igreja localizada na Ericeira, município de Mafra.
Esta igreja, que tem anexo um museu, foi construída durante o século XVII, no local onde existia a Capela do Espírito Santo. Data de 1678 a fundação da Santa Casa da Misericórdia da Ericeira, por Francisco Lopes Franco, procurador dos condes da Ericeira.
Merecem ser admiradas as pinturas do tecto e do coro. Esta igreja possui ainda uma colecção de nove bandeiras que representam a Paixão de Cristo e que costumam ser exibidas na Procissão dos Fogaréus, que sai às ruas na Quinta-feira Santa.
O museu foi fundado em 1937 pela Santa Casa da Misericórdia da Ericeira e pelas Juntas de Freguesia e de Turismo da Ericeira. Dispõe de um grande património constituído por variados objectos e por livros antigos e recentes, muitos deles relativos à história da Ericeira e da região em que se insere.
De salientar ainda os dois altares laterais, um dedicado a Santo Antonio e o outro ao Senhor do Horto (Ecce Homo).